# حوزه انتخابیه اول تگزاس
حوزه انتخابیه اول تگزاس یک حوزه انتخابیه مجلس نمایندگان آمریکا است که در ایالت تگزاس قرار دارد.